# Anost
 Anost  es una población y comuna francesa, en la región de Borgoña, departamento de Saona y Loira, en el distrito de Autun y cantón de Lucenay-l'Évêque.

## Demografía
| 1081 | 1058 | 867 | 847 | 746 | 679 |
| Para los censos de 1962 a 1999 la población legal corresponde a la población sin duplicidades (Fuente: INSEE [Consultar]) |      |     |     |     |     |